# Cerodirphia
Cerodirphia é um gênero de mariposa pertencente à família Saturniidae.